# وانغ زهنغ
وانغ زهنغ (بالصينية: 王正) هو لاعب رماية صيني، ولد في 28 أبريل 1979.

## وصلات خارجية
- وانغ زهنغ على موقع الاتحاد الدولي (الإنجليزية)
- وانغ زهنغ على موقع أوليمبيديا (الإنجليزية)